# Кварнер
44°48′14″ пн. ш. 14°08′26″ сх. д. / 44.803888888889° пн. ш. 14.140555555556° сх. д.

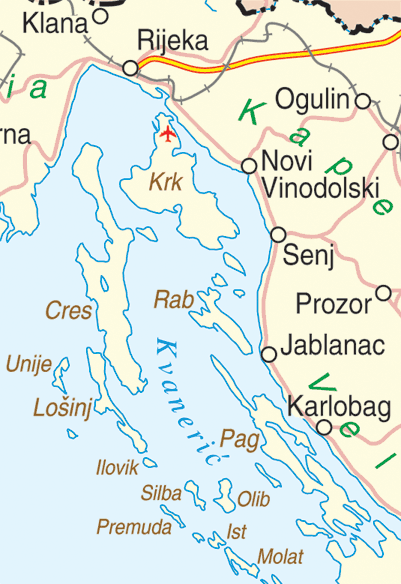
Мапа затоки Кварнер

Затока Кварнер (хорв. Kvarnerski zaljev; італ. Golfo del Quarnero або Carnaro; лат. Sinus Flanaticus або Liburnicus sinus) — затока в північній частині Адріатичного моря між півостровом Істрія і континентальним узбережжям Хорватії.
Берегова лінія затоки Кварнер, як і всієї Далмації, характеризується великою ізрізаністю і великою кількістю островів. Найбільші острови затоки — Црес, Крк, Паг, Раб і Лошинь. Основна частина затоки розташовується між материком, Цресом і Крком. Невелика частина затоки між островами Црес, Крк, Паг і Раб інколи називається Кварнерич (Kvarnerić; досл. «маленький Кварнер»; італійська Golfo del Quarnerolo або Carnerolo).
Не зважаючи на велику кількість островів Кварнер дуже глибокий, що дозволяє найбільшому хорватському порту Рієка, що знаходиться в крайній північній точці затоки, приймати великовантажні кораблі, включаючи танкери.
Основний порт — Рієка. Зв'язок між островами в затоці здійснюється за допомогою поромів. Острови Црес і Лошинь, а також Крк і материк сполучені мостами.
Розвинене рибальство. Узбережжя Кварнера і острови затоки користуються великою популярністю у туристів.